# Jan Urban
Jan Urban (Jaworzno, 14 mei 1962) is een voormalig profvoetballer uit Polen, die zijn actieve carrière in 1998 beëindigde bij Górnik Zabrze in zijn vaderland. Nadien stapte hij het trainersvak in. Urban was onder meer hoofdcoach van Legia Warschau, Lech Poznań, CA Osasuna en Górnik Zabrze. Urban is de bondscoach van Polen.

## Clubcarrière
Urban speelde als aanvaller vier seizoenen voor Górnik Zabrze, voordat hij in 1989 naar het buitenland vertrok. Hij speelde in Spanje en Duitsland, en keerde in 1997 terug in zijn vaderland Polen.

## Interlandcarrière
Urban kwam in totaal 57 keer (zeven doelpunten) uit voor de nationale ploeg van Polen in de periode 1985–1991. Hij maakte zijn debuut op 6 februari 1985 in de vriendschappelijke wedstrijd tegen Bulgarije (2-2). Hij viel in dat duel na 69 minuten in voor Andrzej Buncol. Urban maakte deel uit van de Poolse selectie die deelnam aan het WK voetbal 1986. Hij speelde zijn 57ste en laatste interland op 13 november 1991 in het EK-kwalificatieduel tegen Engeland (1-1).
| Interlanddoelpunten | Interlanddoelpunten | Interlanddoelpunten | Interlanddoelpunten | Interlanddoelpunten | Interlanddoelpunten | Interlanddoelpunten | Interlanddoelpunten |
| #                   | Datum               | Locatie             | Wedstrijd           | Goal                | Score               | Uitslag             | Type                |
| ------------------- | ------------------- | ------------------- | ------------------- | ------------------- | ------------------- | ------------------- | ------------------- |
| 1                   | 18/03/1987          | Rybnik              | Polen – Finland     | 10'                 | 1 – 0               | 3 – 1               | Oefeninterland      |
| 2                   | 24/03/1987          | Wrocław             | Polen – Noorwegen   | 26'                 | 3 – 1               | 4 – 1               | Oefeninterland      |
| 3                   | 08/02/1989          | San José            | Costa Rica – Polen  | 66'                 | 1 – 4               | 2 – 4               | Oefeninterland      |
| 4                   | 12/04/1989          | Warschau            | Polen – Roemenië    | 40'                 | 1 – 0               | 2 – 1               | Oefeninterland      |
| 5                   | 17/04/1991          | Warschau            | Polen – Turkije     | 81'                 | 2 – 0               | 3 – 0               | EK-kwalificatie     |
| 6                   | 14/08/1991          | Poznań              | Polen – Frankrijk   | 18'                 | 1 – 0               | 1 – 5               | Oefeninterland      |
| 7                   | 16/10/1991          | Poznań              | Polen – Ierland     | 85'                 | 3 – 3               | 3 – 3               | EK-kwalificatie     |

## Trainerscarrière

### Begin als trainer
In 1999 begon Urban als trainer in Spanje bij de jeugd team van CA Osasuna. In 2003 was Urban de coach van de reserve team van Osasuna. Van 2004 tot en met 2005 was Urban de coach van Polideportivo Ejido.

### Legia Warschau en assistent coach Polen
Urban werd aangesteld als de hoofdtrainer van Legia Warschau in 2007 en wist in 2008 met Legia de Puchar Polski en de Poolse Supercup te winnen. Ook was Urban de assistent trainer van Leo Beenhakker bij de Poolse elftal in 2008. 

### Polonia Bytom, Zagłębie Lubin en terugkeer Legia
In 2010 was Urban de coach van Polonia Bytom en in 2011 van Zagłębie Lubin waarna hij in 2012 weer terugkeerde als hoofdtrainer bij Legia. In 2013 en 2014 lukte het Legia om twee seizoenen achter elkaar eerste te eindigen in de Ekstraklasa en Legia was voor twee jaar landskampioen van Polen. Ook lukte het Legia om de Puchar Polski in 2013 te winnen onder leiding van Urban.

### Terugkeer Spanje, Lech Poznań en Śląsk Wrocław

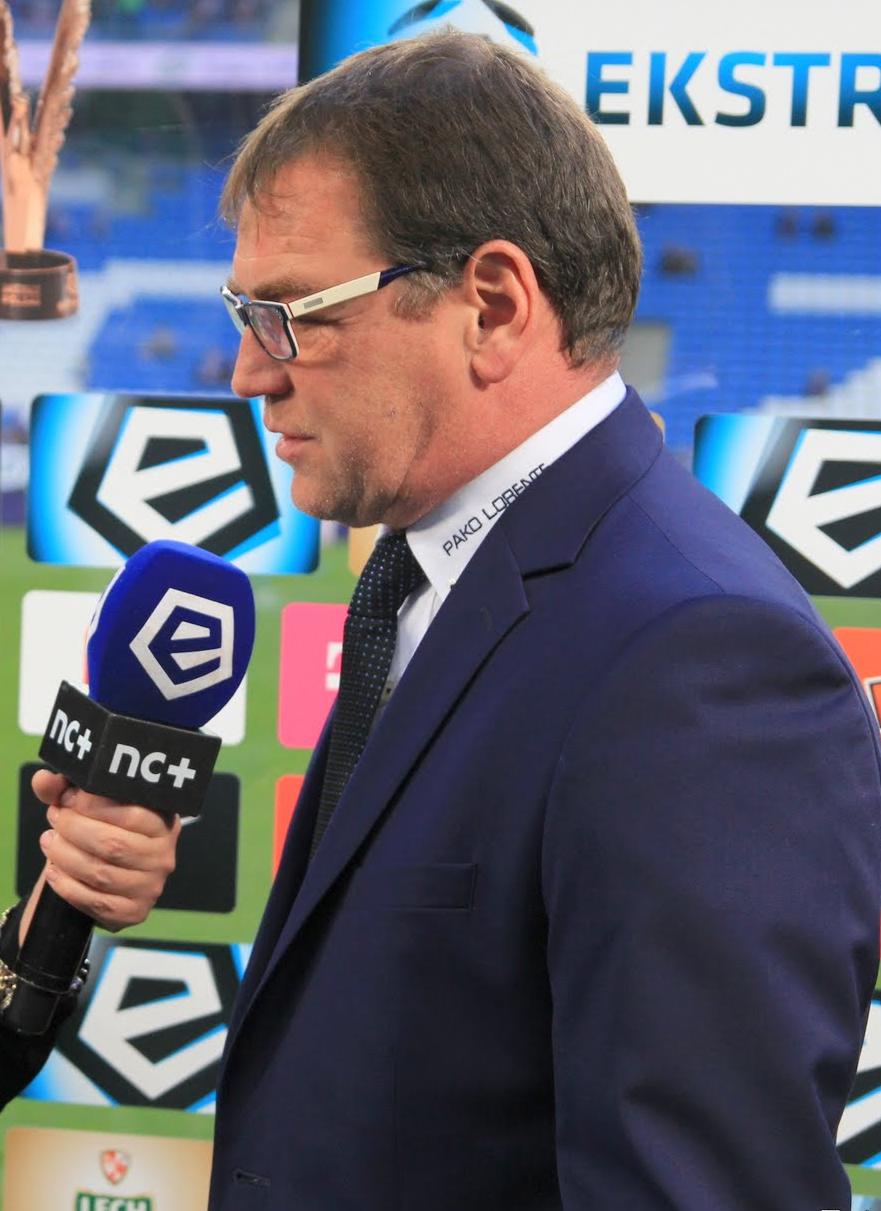
Urban als trainer van Lech Poznań in 2015

Urban keerde terug naar Spanje als hoofdtrainer van CA Osasuna in 2014 waar hij tot 2015 bleef. Urban werd aangesteld als de hoofdtrainer van Lech Poznań in 2015 en won de Poolse Supercup met Lech in 2016. Van 2017 tot en met 2018 was Urban de coach van Śląsk Wrocław.

### Górnik Zabrze
In 2021 keerde Urban terug bij Górnik Zabrze, de club waar hij ook als speler speelde. Hij bleef bij Górnik Zabrze tot en met 2022 waarna hij weer werd aangesteld als coach van Górnik in 2023. Op 15 april 2025 werd bekendgemaakt dat Urban en Górnik niet meer met elkaar verder zouden gaan, o.a. door het bijna eindigende contract van Urban bij Górnik die hij niet wilde verlengen.

### Polen
Op 16 juli 2025, werd Urban aangekondigd als bondscoach van het Poolse elftal.

## Erelijst
Als speler
 Górnik Zabrze
- Pools landskampioen:

1985, 1986, 1987
- Poolse Supercup:

1988
Als trainer
 Legia Warschau
- Pools landskampioen:

2013, 2014
- Puchar Polski:

2008, 2013
- Poolse Supercup:

2008
 Lech Poznań
- Poolse Supercup:

2016
Individueel als trainer
- Pools trainer van het jaar: 2013
- Ekstraklasa trainer van het seizoen: 2012–2013
- Ekstraklasa trainer van de maand: november 2012, mei 2023, maart 2024, april 2024